# Grusonia marenae
Grusonia marenae ist eine Pflanzenart in der Gattung Grusonia aus der Familie der Kakteengewächse (Cactaceae). Das Artepitheton marenae ehrt Maren B. Parsons, die die Art entdeckte.

## Beschreibung
Grusonia marenae wächst strauchig mit aufrechten, reich verzweigten Trieben und erreicht Wuchshöhen von 15 bis 60 Zentimeter. Die älteren Triebe sind verholzt, die Wurzeln knollenförmig. Die nicht in Abschnitte gegliederten glänzend grünen, gehöckerten Triebe sind schlank zylindrisch, bis zu 20 Zentimeter lang und weisen Durchmesser von 0,8 bis 1,5 Zentimeter auf. Die kreisrunden Areolen messen 3 Millimeter im Durchmesser und sind mit sehr kleinen Glochiden sowie einigen nadeligen Dornen besetzt. Die pfriemlichen, grünen oder rötlich purpurfarbenen Blattrudimente sind bis zu 1 Zentimeter lang und an ihrer Basis zwiebelförmig verdickt. Die unteren dunklen Dornen sind abwärts gerichtet  und an ihrer Basis zwiebelförmig verdickt. Die übrigen sieben bis zwölf Dornen sind nadelförmig und liegen an der Trieboberfläche an. Sie sind 0,3 bis 1 Zentimeter lang.
Die weißlichen Blüten erscheinen endständig und sind in die Triebspitze eingesenkt. Sie erreichen Längen von 6 bis 8 Zentimeter. Die trockenen, seitlich aufreißenden Früchte reifen in der anschwellenden Triebspitze.

## Verbreitung, Systematik und Gefährdung
Grusonia marenae ist im mexikanischen Bundesstaat Sonora entlang der Küstenbereiche am Golf von Kalifornien verbreitet.
Die Erstbeschreibung als Opuntia marenae erfolgte 1936 von Sidney H. Parsons. Edward Frederick Anderson stellte die Art 1999 in die Gattung Grusonia. Weitere nomenklatorische Synonyme sind Marenopuntia marenae (S.H.Parsons) Backeb. (1950), Pterocactus marenae (S.H.Parsons) G.D.Rowley (1958) und Corynopuntia marenae (S.H.Parsons) M.P.Griff. (2003).
In der Roten Liste gefährdeter Arten der IUCN wird die Art als „Near Threatened (NT)“, d. h. gering gefährdet geführt. Die Art ist durch Nutzung der Verbreitungsflächen durch geplante und vorhandene Shrimps-Farmen bedroht. Die Entwicklung der Population wird als abnehmend angesehen.

## Nachweise